# Iasnohorodka, Makariv
Iasnohorodka (în ucraineană Ясногородка) este o comună în raionul Makariv, regiunea Kiev, Ucraina, formată numai din satul de reședință.

## Demografie
Componența lingvistică a comunei Iasnohorodka
     Ucraineană (93,78%)
     Rusă (6,22%)
Conform recensământului din 2001, majoritatea populației comunei Iasnohorodka era vorbitoare de ucraineană (93,78%), existând în minoritate și vorbitori de rusă (6,22%).